# Berg (Markt Indersdorf)
Berg ist ein Ortsteil des Marktes Markt Indersdorf, circa 39 Kilometer nordwestlich von München im oberbayerischen Landkreis Dachau.

## Geschichte
Die zur Pfarrei Langenpettenbach gehörende Einöde wurde 1574 „amb Perg“ und 1588 „aufm Perg“ genannt. 1760 war die Herrschaft Unterbrennberg Grundherr des „Bergbauer“. Die Gerichtsbarkeit lag um diese Zeit bei der Hofmark Indersdorf. Um 1680 wurde Andreas  Haylander, um 1702 Veit Kröner aus Ainhofen, 1751 Johann Müller, um 1785 Josef Müller, 1841 Jakob Lips (Lutheraner), um 1869 Valentin Herget (Protestant) aus Triefing, um 1911 Daniel Moser (Protestant) aus Kühnhausen Besitzer.
Um 1800 wurde der „Bergbauer“ geteilt. Besitzer wurden die Protestanten Peter Lindemann 1833, Johannes Link 1847, Daniel Schenkel von Senkenschlag um 1895 und die Katholiken Michael Göttler um 1903, Johann Grabmeier, Lerchl und Alois Santl.
Bis zur Eingliederung nach Markt Indersdorf am 1. Januar 1972 gehörte der Ort zur Gemeinde Ainhofen.